# Galeirão-americano
O galeirão-americano (Fulica americana) é uma ave da família Rallidae. É bastante parecido com o galeirão-comum, distinguindo-se desta espécie pelas infracaudais brancas e pela presença de um pequeno anel preto perto da extremidade do bico. Este galeirão apresenta também uma pequena crista avermelhada (semelhante à do galeirão-de-crista), a qual só é visível a pequena distância.
Esta espécie distribui-se pelo continente americano (América do Norte, Central e do Sul) e também pelos arquipélagos do Havai e das Antilhas, sendo de ocorrência muito rara na Europa.